# 瀚宇彩晶
瀚宇彩晶股份有限公司（英語：Hannstar Display Corporati）簡稱瀚宇彩晶，是一家台灣科技公司，主要從事顯示器、筆記型電腦顯示器和電視的研究和生產。

## 概述
瀚宇彩晶成立於1998年6月 ，旗下產品品牌包括：
- 瀚宇彩晶 （液晶顯示器）
- 瀚宇寶麗 （液晶顯示器、上網本、筆記型電腦、平板電腦、一體機和電視）
- 瀚宇·G （遊戲顯示器）
- I-INC （液晶顯示器）

本公司擁有一座液晶顯示器（LCD）製造廠和一座液晶模組（LCM）製造廠。  透過從日立和東芝獲得技術轉讓，該公司獲得了TFT LCD製造技術。 瀚宇彩晶於2004年9月在台灣證券交易所上市。
瀚宇彩晶與廣達電腦並列為全球筆記型電腦主機板生產數量最多的兩家公司，客戶包括惠普、宏碁集團（Acer、Packard Bell、e-Machines、Gateway）、東芝、戴爾和索尼等電腦製造商。

## 歷史
2010年12月，歐盟因瀚宇彩晶參與價格操縱計畫對其處以罰款。在奇美電子、LG Display、友達光電和中華映管等多家公司總計6.489億歐元的罰款中，瀚宇彩晶被罰款810萬歐元。